# Мусьяков, Павел Ильич
Павел Ильич Мусьяков (11 января 1903, д. Забредняжье, Санкт-Петербургская губерния, Российская империя — 13 ноября 1976, Москва, СССР) — советский военный журналист, писатель, редактор и руководитель ряда  флотских издательств,  генерал-майор береговой службы (25.09.1944).

## Биография
Родился 11 января 1903 года в деревне Забредняжье, ныне в Гдовском районе, Псковской области. Русский.
С декабря 1922 года служил в Военно-Морских Силах РККА на Черноморском флоте краснофлотецем Черноморского флотского экипажа, младшим командиром морского госпиталя города Севастополь. Член ВКП(б) с 1924 года. С ноября 1926 года — библиотекарь, с января 1928 года — помощник заведующего базовой библиотекой Севастопольской морской библиотеки. С ноября 1930 года — заведующий кабинетом Севастопольского дома Красной армии и флота. С апреля 1931 года служит инспектором-литератором Политуправления Черноморского флота. С июля 1935 года — слушатель военно-морского факультета Военно-политической академии им. В. И. Ленина. С июля 1938 года, после окончания академии, назначен ответственным редактором газеты «Красный черноморец» Черноморского флота.
С началом Великой Отечественной войны, в прежней должности. Принимал участите в обороне Одессы и Севастополя, выезжал на передовые позиции, боевые корабли, предоставлял для газеты содержательные материалы о боевой работе Черноморского флота. С февраля 1942 года, бригадный комиссар Мусьяков назначен ответственным редактор газеты «Красный флот» — центрального органа печати Наркомата ВМФ СССР.
В 1944 году Мусьякову присвоено звание генерал-майора береговой службы.
Из представления: "В течение всей Великой Отечественной войны газета под руководством Мусьякова в очерках, рассказах, корреспонденциях систематически показывала боевые подвиги советских военных моряков и воинов Красной Армии. На всех действующих флотах, флотилиях и на сухопутных фронтах газета имела своих корреспондентов, которые нередко лично участвовали в боях для того, чтобы лучше показать замечательные качества воинов флота… На страницах «Красного флота» был показан опыт морских операций на Тихом океане, в Атлантике, Балтике и на Средиземноморском театре.
После окончания войны в прежней должности. С мая 1950 года генерал-майор береговой службы Мусьяков в распоряжении Главного политуправления ВМС. С июня 1950 года — заместитель главного редактора (он же редактор общеполитического отдела) журнала «Морской сборник» ВМС СССР. С августа 1952 года — редактор журнала «Советский моряк». С октября 1960 года в распоряжении Главного политуправления СА и ВМФ. С февраля 1961 года генерал-майор Мусьяков в запасе. Проживал в Москве, занимался литературной деятельностью.

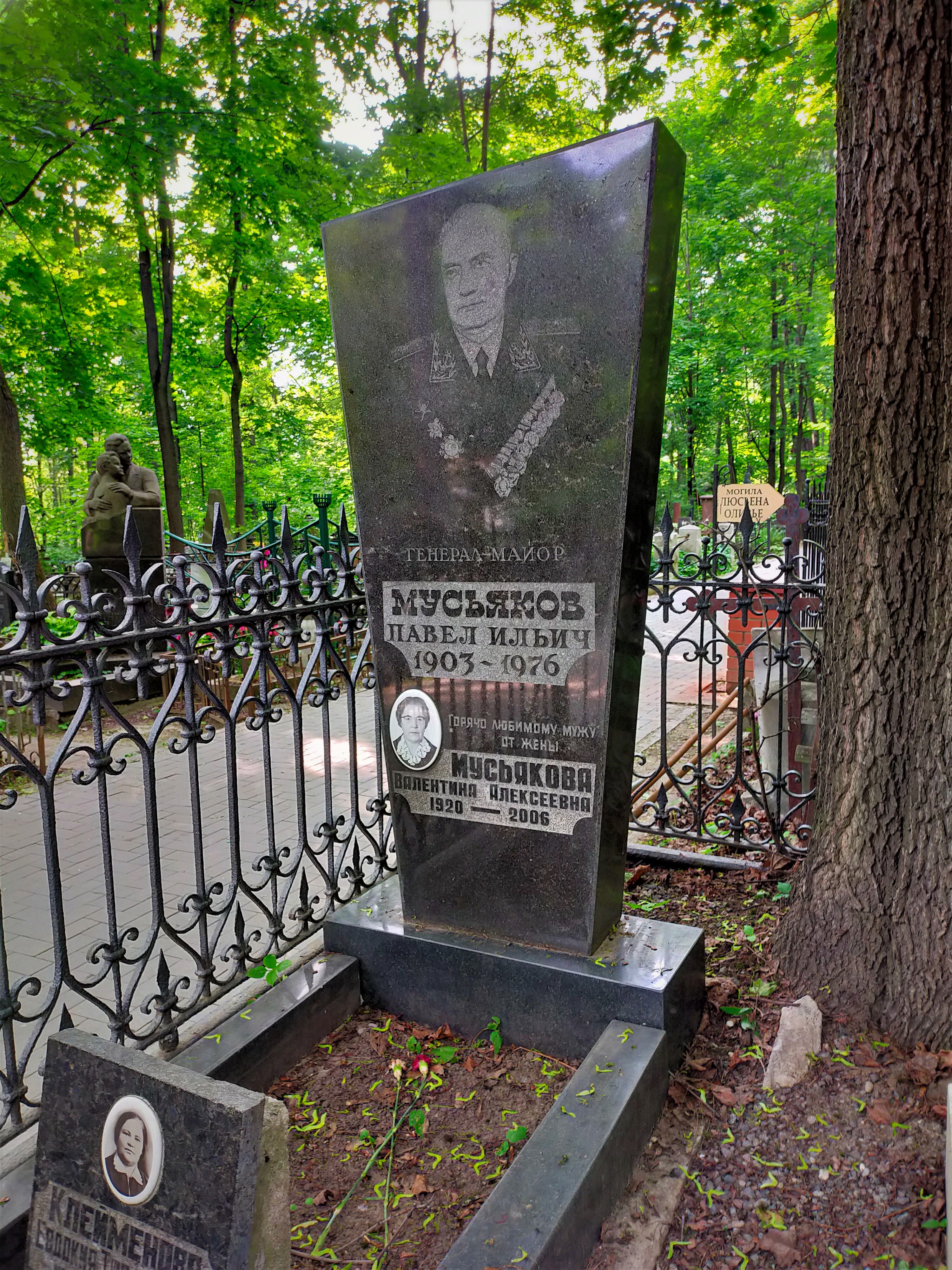
Могила П. И. Мусьякова на Введенском кладбище

Павел Ильич Мусьяков умер 13 ноября 1976 года в Москве, похоронен на Введенском кладбище.

## Награды
- орден Ленина (24.06.1948)[4][5];
- два ордена Красного Знамени (03.11.1944[5][6], 21.08.1953[4][5]);
- орден Нахимова II степени (08.07.1945)[7]
- орден Отечественной войны I степени (21.07.1945)[8];
- орден Красной Звезды (03.04.1942)[9]
  - медали в том числе:
  - «За оборону Одессы» (1943)[10];
  - «За оборону Севастополя» (1943)[10];
  - «За победу над Германией в Великой Отечественной войне 1941—1945 гг.» (22.06.1945)[11];
  - «За победу над Японией» (28.02.1946)[12];
  - «Ветеран Вооружённых Сил СССР» (1976)
- наградное оружие (1953)[2].